# Orthofidonia
Orthofidonia là một chi bướm đêm thuộc họ Geometridae.